# 47 (liczba)
47 (czterdzieści siedem) – liczba naturalna następująca po 46 i poprzedzająca 48.
Jest jedną z liczb pierwszych.

## 47 w nauce
- liczba atomowa srebra[1]
- obiekt na niebie Messier 47[2]
- galaktyka NGC 47[3]
- planetoida (47) Aglaja[4]

## 47 w kalendarzu
47. dniem w roku jest 16 lutego. Zobacz też co wydarzyło się w 47 r n.e.

## 47 w kulturze
- 47 to numer agenta Międzynarodowej Agencji Kontraktów, bohatera gier komputerowych z serii Hitman.